# 오렌지 카운티 SC
오렌지 카운티 SC(Orange County Soccer Club)는 유나이티드 사커 리그에 소속된 미국의 프로축구단으로 캘리포니아주 어바인을 연고지로 하고 있으며 앤티터 스타디움을 홈 경기장으로 사용하고 있다. 창단 당시 팀명은 로스앤젤레스 블루스였으나, 2017년 현재 팀명으로 변경되었다.

## 역대 홈경기장
| 경기장          | 사용기간      | 장소                | 팀명                    | 비고 |
| --------------- | ------------- | ------------------- | ----------------------- | ---- |
| 타이탄 스타디움 | 2011년~2013년 | 캘리포니아주 풀러턴 | 로스앤젤레스 블루스     | 빈칸 |
| 앤티터 스타디움 | 2014년~현재   | 캘리포니아주 어바인 | 오렌지 카운티 블루스 FC | 빈칸 |

## 선수 명단

### 현역
참고: FIFA 자격 규정에 따라 소속된 국가대표팀 국기를 표시합니다. 선수는 복수의 FIFA 비회원국 국적을 가지고 있을 수 있습니다.
| 번호 | 포지션 | 국적     | 이름        |
| ---- | ------ | -------- | ----------- |
| 5    | DF     | 잉글랜드 | 톰 브레위트 |
| 8    | MF     | 세네갈   | 우스만 실라 |

| 번호 | 포지션 | 국적 | 이름 |
| ---- | ------ | ---- | ---- |

## 메이저 리그 사커제휴팀
- 없음